# 鄭皇橋

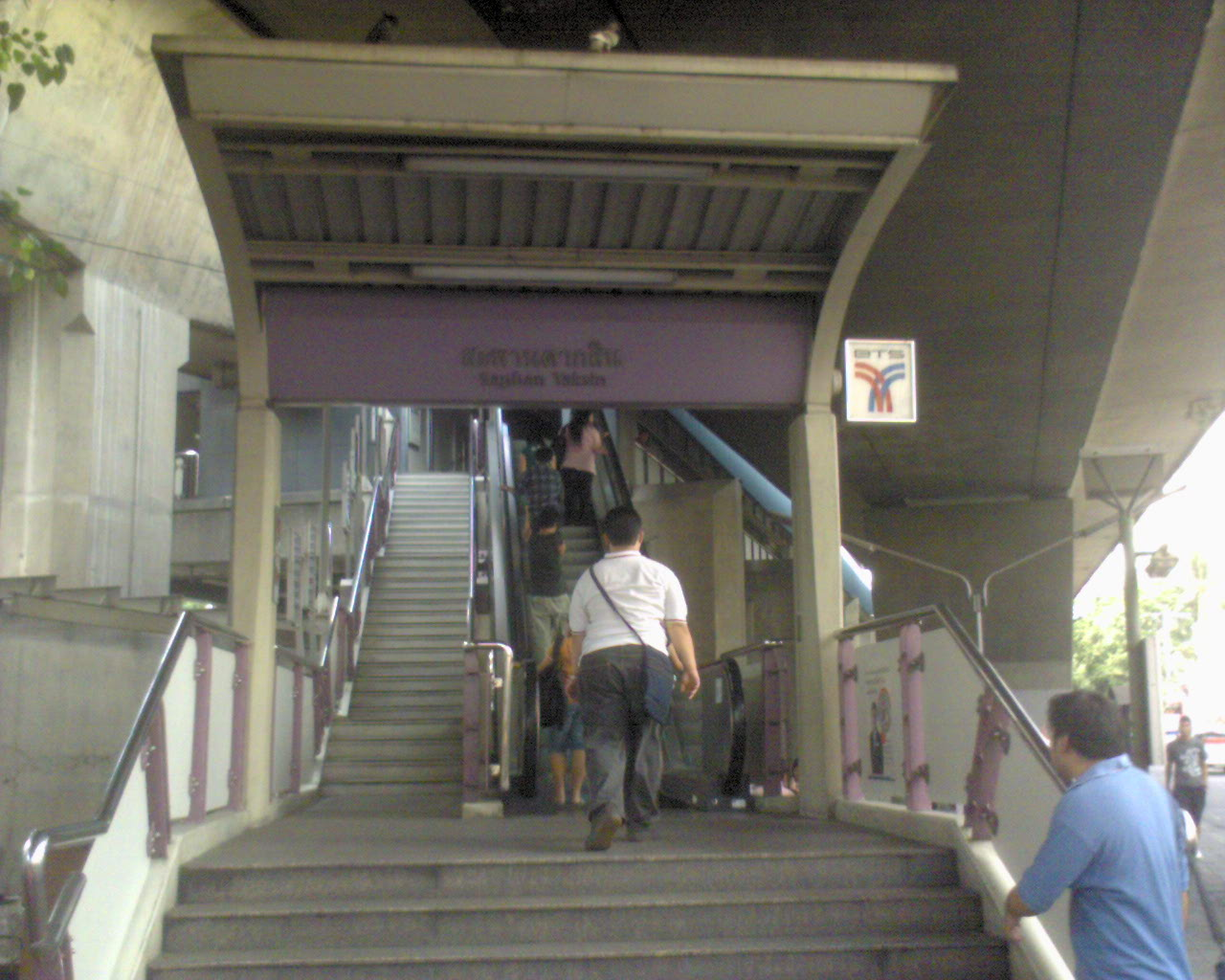
BTS空鐵鄭皇橋車站的入口

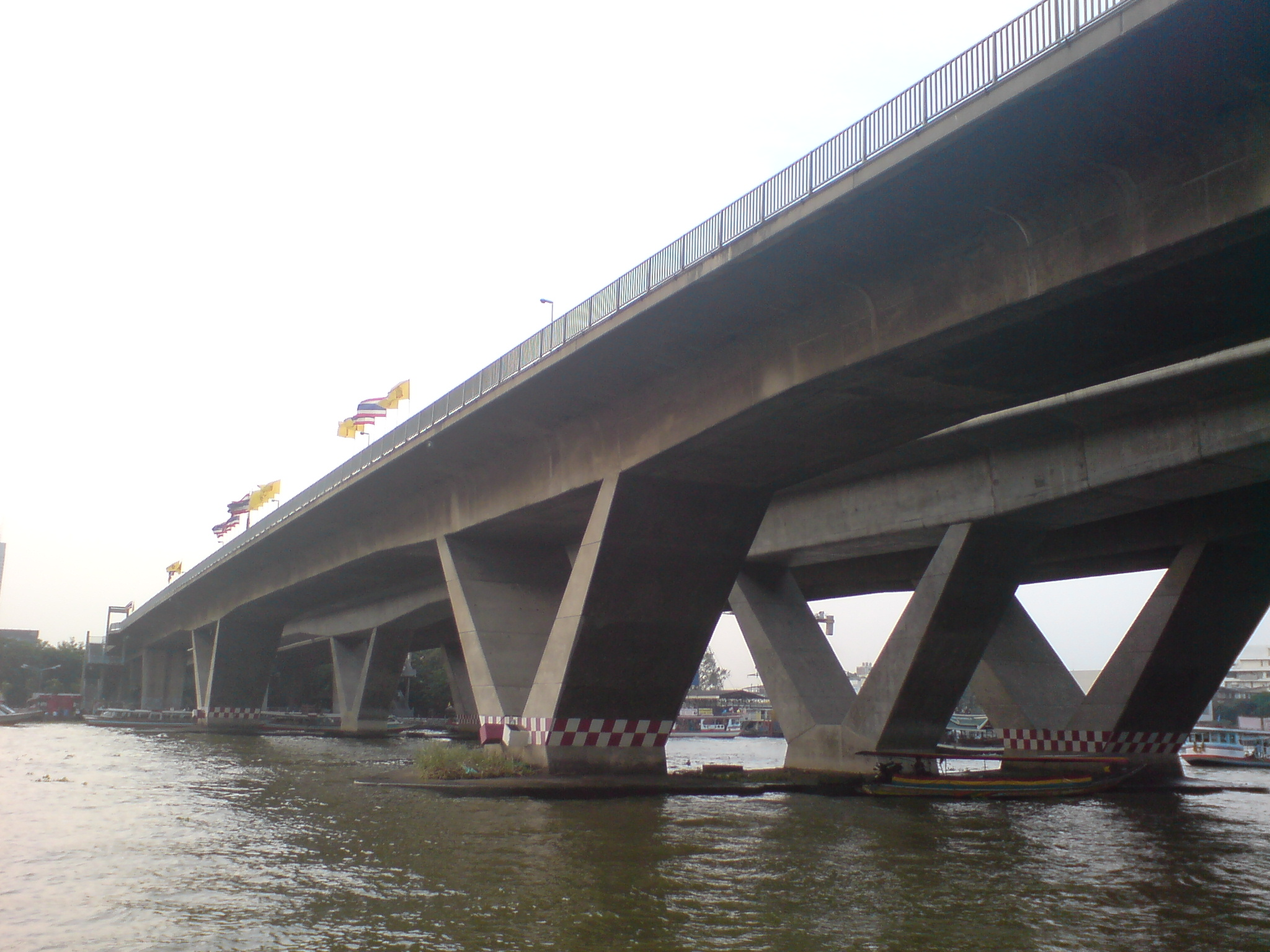
鄭皇橋

13°43′08″N 100°30′45″E / 13.718791°N 100.512543°E
鄭皇橋，位於泰國首都曼谷的湄南河，連接挽叻縣與吞武里縣。全長約 1,791公尺，1979年2月1日建成，1982年5月6日通車。 